# Szavannaszúnyogkapó
A szavannaszúnyogkapó (Polioptila albiloris) a madarak osztályának a verébalakúak (Passeriformes) rendjéhez és a szúnyogkapófélék (Polioptilidae) családjához tartozó faj.

## Előfordulása
Mexikó, valamint Costa Rica, Salvador, Guatemala, Honduras és Nicaragua területén honos. A természetes élőhelye szubtrópusi és trópusi síkvidéki esőerdők, száraz erdők és bokrosok.

## Alfajai
- Polioptila albiloris albiloris
- Polioptila albiloris albiventris vagy Polioptila albiventris
- Polioptila albiloris vanrossemi

## Megjelenése
|  |